# 永山則夫
永山 則夫（ながやま のりお、1949年〈昭和24年〉6月27日 - 1997年〈平成9年〉8月1日）は、日本の連続殺人犯・元死刑確定者（死刑囚）、小説家。北海道網走市生まれ、明治大学付属中野高等学校定時制中退。
1968年（昭和43年）10月 - 11月にかけ、東京・京都・北海道・愛知の4都道府県で拳銃を用い、男性4人を相次いで射殺する連続殺人事件（連続ピストル射殺事件）を起こし、翌1969年（昭和44年）に逮捕された。一連の連続殺人を含む事件（警察庁広域重要指定108号事件）では殺人罪や強盗殺人罪・銃刀法違反などの罪に問われ、1990年（平成2年）に最高裁判所で死刑が確定。1997年8月1日に東京拘置所で死刑を執行された。
刑事裁判の公判途中から死刑執行までの間、獄中で小説家として創作活動を続け、1983年（昭和58年）2月には小説『木橋』（きはし、1984年7月初めに立風書房から刊行）で第19回新日本文学賞を受賞している。

## 生い立ち

### 中学時代まで
永山則夫は1949年（昭和24年）6月27日、北海道網走市呼人（よびと）番外地で出生した。父親はリンゴ栽培技師・母親は行商人で、永山は8人兄弟姉妹の第7子（四男）だった。3歳のとき、一家で郊外の呼人から市内中心部に引っ越す。父親は農業試験場の試験にも合格した栽培技師だったが博打好きで、太平洋戦争への応召から帰宅後は博打に加えて飲酒もするようになり、母が一日行商で働いていた。父はほとんど家にも戻らなくなる。その結果家庭は崩壊した状況で現在で言うネグレクトの被害者であった。長姉（永山生誕当時19歳）が家事を担当し、永山の面倒を見た。だが、彼女は婚約破棄や堕胎といった出来事の後に心を病み、永山が満4歳の誕生日を迎える前（1953年）に地元の精神科病院に入院する。
家事の担い手を失った母は、同年10月末に実家のある青森県北津軽郡板柳町に帰った。自分の子供全員分の運賃までは用意できず、永山を含む4人の子を網走に残したままの家出だった。残された永山を含む4人のきょうだいは、くず拾いやゴミ箱を漁ったりして極貧の生計を立てていた。当時永山は次兄からよく殴られたと証言している。しかし、1954年春、福祉事務所からの通報により、4人は板柳の母親の元に引き取られた。
その後、母親は網走時代同様行商で生計を立て、きょうだいを育てたが、多忙な母は永山を構うことはほとんどなかった。津軽弁が話せずいじめられたことから無口になり、小学校に入っても友達はできなかった。自宅では次兄の暴力がエスカレートして虐待となり、泣く永山を母までが（父に似ているという理由もあって）殴った。永山は小学2年生ごろから頻繁に列車に乗って家出するようになり、3年生になると北海道の森町にまで及んだ。永山の引き取りで仕事に支障を来した母が次兄に注意して、虐待は止まった。5年生の時に症状が回復した長姉が板柳に転居し、面倒を見たことで永山はこの学年だけは学校にほぼ通った。しかし、自宅で長姉が近所の男と寝ている場面を偶然目撃したこと、その後長姉が再び堕胎し精神に変調を来して入院したことで、長姉に嫌悪感を抱いた。
中学に上がると、就職で家を出た兄に代わって新聞配達を始め、学校にはほとんど通わなかった。中学1年生の冬に父の死亡（岐阜県の列車内だった）が伝えられる。葬儀の席で、永山は母がかつて自分たちを捨てたという次兄の言葉を聞く。さらに後日、父の死に顔の写真を見た永山は、父に抱いていた敬意を砕かれ（永山には父の記憶がほとんどなかった）、自殺願望を抱くようになる。一方で、永山は妹や同居の姪に暴力を振るうようになった。
中学2年生の夏に母は約1か月、子どもに告げずに北海道に出稼ぎに行き、3年生の秋には脳卒中で入院する。これらは、永山に「母が自分を捨てた」出来事として理解された。母の入院後、妹と姪は永山の暴力を恐れて病院で寝泊まりし、約5か月間自宅には永山一人が残された。この間、永山は不良少年たちと交際し、自宅に彼らの盗品が隠され、万引きの手伝いや博打にも手を染めた。卒業間近な2月、不良少年たちとともに万引きに向かう途中で母と遭遇し、「当てつけ」として目立つ形で衣類を盗み、これを契機に不良少年の悪事が露見する。永山は当初罪をかぶったが、真相が明らかになり、衣類の件も寛大に処置される。だが、母は永山が自宅を出ることを望むようになっていた。

### 上京後
1965年3月、板柳から東京に集団就職する。就職先は渋谷の高級果物店だった。身長が160cmほどと小柄な体格で目が大きいため性別に関係なくかわいがられ、北海道育ちのため言葉の訛りが（他の東北出身者に比べて）少なく、果物店では接客を要領よくこなしていた。同店の当時の常連客には女優の岩下志麻もいた。やがて新規店を先輩と二人で任されるほどの信用を得る。しかし、青森に次の就職勧誘に出向いた上司が板柳時代の窃盗の話を聞かされ、その後別の上司が永山にそれをほのめかす発言をしたことで、解雇されると思い込み、わずか半年で退職した。この果物店に勤めていたころ、1965年7月29日には勤務先の近く（渋谷区内）で発生した少年ライフル魔事件を目撃している。果物店を退職後、荻窪にいた三番目の兄を頼って一泊するも、それ以上いることは許されずに絶望する。「南の島に行こう」と横浜港からデンマークの貨物船に乗り込んで密航したが、寄港地の香港で下ろされて日本に送還された。栃木県小山市に住んでいた長兄に引き取られ、宇都宮市の自動車の板金工場で働く。上京以来被害妄想にとりつかれて孤立する一方、自分を見下しながらまったく話しかけもしない長兄の態度に怨みを抱き、「当てつけ」として市内の肉屋で窃盗を働き捕まった。同年11月10日には宇都宮少年鑑別所へ収容されたが、同月2日には宇都宮家庭裁判所の少年審判で不処分になった。1966年早々に永山は長兄の元を飛び出し、大阪までヒッチハイクで移動した。
宇都宮を出て最初に勤めた大阪府守口市の米屋では、雇用主の命で戸籍謄本を取り寄せた際、本籍の欄に「北海道網走市呼人無番地」との記載があり、当時有名だった映画の『網走番外地』シリーズから、自分は「網走刑務所生まれ」だと誤解し、周囲がそれを冷やかしたり自分を辞めさせようとしていると思い込んだ。雇用主の子息が東京の大学で受験の下見をすると自分の身辺調査に向かったに違いないと思い込み、店に来た公認会計士をやはり調査に来た弁護士だと考えた。4月に新人が入りそうになると、一方的に退職した。池袋の喫茶店、東京国際空港（羽田空港）の喫茶店と移るが、いずれも周囲の状況から自分が不利になったと速断し、逃げるように退職している（後者は同じ職場に板柳出身者がいると知っただけでやめた）。手首を切って自殺を図るが果たせず、その数日後の1966年9月6日にアメリカ海軍横須賀基地に侵入して基地内で窃盗を働いたところを憲兵 (MP) に発見され、横須賀警察署（神奈川県警察）に刑事特別法違反・窃盗罪で逮捕された。逮捕後には横浜少年鑑別所へ身柄を移されたが、同室者からリンチを受ける。
逮捕から1か月半後、10月21日に横浜家庭裁判所横須賀支部で開かれた審判により試験観察処分を受けた。審判の際には、関わることを拒否した長兄に代わって次兄が訪れ、母も上京して同席した。次兄（当時池袋在住）の「困ったらいつでも来い」という言葉と母の上京に刺激を受けた永山は、定時制高校への進学を決意、新宿区淀橋の牛乳配達店で働きながら勉学し、1967年4月、明治大学付属中野高等学校の夜間部に入学する。入学後は学業にも仕事にも熱心に取り組み、最初の中間試験は79人中13位の成績で、演劇部にも所属した。しかし、睡眠時間を削っての生活による疲労に加え、保護観察官が勤務先に訪れたことで「前科者と露見する」という被害感情を募らせ、6月下旬に店を辞めてしまう。高校は「保証人と連絡が付かない」という理由で8月に除籍処分となった。
この後、横浜港で沖仲仕の仕事に3か月就く。続いていくつかの職を転々とし、自衛隊にも応募したが基地侵入の犯歴により受験できなかった。永山は再度定時制高校に通う意思を持ち、1967年10月下旬から池袋近くの牛乳配達店に勤めた。だが、1968年の正月明けに電気ポットのスイッチを切り忘れて店の畳を焦がしたことで「店にいられない」と考え、「日本から逃げる」「横浜は顔を知られている」という理由で神戸港からフランス籍の船に乗って二度目の密航を企てるも失敗、船内で手首を切って自殺を図ったが、横浜に戻される。横浜と東京の少年鑑別所での収容を経て、2月に再度の保護観察処分となった。次兄も今度は引き取りに来ず、代わりに訪れた三番目の兄に励ましを受け、杉並区西荻の牛乳店で働きながら、同年4月、明大付属中野高校に再入学し、クラス委員長に選ばれる。ここでも学業と仕事は熱心だったものの、「辞めさせて貶めるためにわざと委員長に選んだ」という根拠のない疑いを抱き、相談しようとした三兄が不在だったことで、5月7日に配達中の牛乳を放置して売上金を持ったまま失踪し、板柳の実家に戻った。こうした行動の繰り返しについて、射殺事件の一審公判中に永山の精神鑑定をおこなった石川義博は、努力には保護者的存在からの愛情や賞賛、尊重などが伴わなければ永続しないと指摘し、永山の場合はそうした裏付けのないまま「自分を変えたい」という無理な努力であり、心身の疲労の蓄積と対人関係の障害が攻撃衝動を高め、「弱みを突かれる等の強い情動刺激」に接すると自己が否定されたと感じて逃避し、事件を起こすという悪循環に陥ったと述べている。
帰郷した永山に母は厳しく、毎日叱責を繰り返した。永山は地元高校の定時制への進学を希望したが、高校にも中学3年生時の担任にも断られた。永山は実家に引きこもった後、母から金を借りて再度上京した。6月から再び横浜港で沖仲仕となる。過去の職歴から当初は「常備」と呼ばれる常勤に近い待遇を与えられた。稼ぎの多くを次兄を通して「入院費用」が必要だという長兄への仕送りに回した（実際には長兄は詐欺を働いており、逃走資金に使われた）。だが、8月に体の不調から無断欠勤して所属会社を抜け、以後は「アンコ」と呼ばれる日雇いの仕事しかなくなる。同じころ、時折寝泊まりしていた次兄の家で、次兄から「もう来るな」と言われ、以降は路上生活に近い境遇となった。

## 連続射殺事件
永山は1968年10月8日ごろ、在日アメリカ海軍・横須賀基地内の住宅に侵入して小型拳銃（22口径）・銃弾50発などを盗み出した。そしてその拳銃を使い、同年10月には東京都港区の東京プリンスホテル（10月11日）・京都府京都市東山区の八坂神社（同月14日）で男性警備員2人を相次いで射殺したほか、金に窮したことからタクシー強盗を企て、10月26日には北海道亀田郡七飯町で、11月5日には愛知県名古屋市港区でタクシー運転手を相次いで射殺した。この連続殺人事件は警察庁により広域重要指定108号事件に指定された。
永山は4件の連続殺人（警備員への殺人事件2件・タクシー運転手への強盗殺人事件2件）を起こして以降、横浜に帰ってしばらくは沖仲仕として稼働したが、その後は東京都中野区のアパートへ移住し、新宿区歌舞伎町の大衆バーに就職した。しかし大衆バーにはなじめず、無断欠勤して退職し、逮捕前には歌舞伎町のジャズ喫茶店「ビレッジヴァンガード」に就職していた。
1969年（昭和44年）4月7日未明、永山は東京都渋谷区内の専門学校事務所に侵入し、発見した警備員に拳銃を発砲する強盗殺人未遂事件を起こし、明治神宮で張り込んでいた警視庁代々木警察署の署員により現行犯逮捕された。永山は4件の殺人・強盗殺人を認めたため、身柄を愛宕警察署捜査本部へ移され、東京プリンスホテルにおける殺人容疑で改めて逮捕された。その後、他3件の殺人を含む余罪でも次々と取り調べを受け、（少年事件であることから）5月10日に東京地方検察庁から東京家庭裁判所へ送致される。そして東京家裁（四ツ谷巖裁判官）は同年5月15日付で、永山の少年保護事件について「刑事処分相当」の意見書付きで東京地検へ逆送致し、永山は同月24日に6つの罪名（殺人罪・強盗殺人罪および同未遂罪・窃盗罪・銃刀法違反・火薬類取締法違反）で東京地検により東京地方裁判所へ起訴された。

### 刑事裁判
第一審の初公判は1969年8月8日に東京地裁刑事第5部（堀江一夫裁判長）で開かれた。世間の関心は高く70人の傍聴人が詰めかけた。母親も傍聴を希望していたが、被害者の遺族に顔合わせできないとして断念。青森から上京することなく、公判当日も行商へ出かけた。その後、裁判は弁護団の解任・辞任劇などの事情から10年にわたる長期審理となり、その間に裁判長も3度にわたって交代した。永山の逮捕から約10年3か月後の1979年（昭和54年）7月10日に判決公判が開かれ、永山は東京地裁刑事第5部（蓑原茂廣裁判長 / 裁判官：豊吉彬・西修一郎）から検察官の求刑通り死刑判決を言い渡された。
しかし弁護団が東京高等裁判所へ控訴し、控訴審では弁護団や永山と獄中結婚した妻、合同出版（初の著書『無知の涙』の版元）の元編集長らがそれぞれ、永山への情状酌量を訴えたほか、永山自身も被告人質問の際に素直に応答したり、被害者遺族に対し出版された印税を贈ることで慰謝の気持ちを示すなど、心境の変化を示した。その結果、1981年8月21日に東京高裁第2刑事部（船田三雄裁判長 / 裁判官：櫛淵理・門馬良夫）は原審の死刑判決を破棄自判し、罪一等を減じて無期懲役判決を言い渡した。
しかし同判決に対しては世論からの否定的・批判的意見が強く、東京高等検察庁は判例違反・量刑不当を理由に最高裁判所へ上告した。最高裁第二小法廷における上告審審理の結果、同小法廷（大橋進裁判長）は1983年（昭和58年）7月8日に検察側の上告を容れて無期懲役判決を破棄し、審理を東京高裁へ差し戻す判決を言い渡した。最高裁が量刑不当を理由に被告人にとって不利益な方向で控訴審判決を破棄し、高裁への差し戻し（控訴審のやり直し）を命じた事例は戦後の刑事裁判史上初めてで、同小法廷は判決理由で「同じ条件下で育った他の兄たちは、概ね普通の市民生活を送っている。環境的負因を特に重視することには疑問がある」と判示した。
差戻控訴審の結果、永山は1987年（昭和62年）3月18日に東京高裁第3刑事部（石田穣一裁判長 / 陪席裁判官：田尾勇・中野保昭）で再び死刑判決（第一審・死刑判決を支持し、同判決に対する永山および弁護人の控訴を棄却する判決）を言い渡された。
永山は同判決を不服として上告したが、第二次上告審の結果、1990年（平成2年）4月17日に最高裁第三小法廷（安岡満彦裁判長）にて上告棄却判決を受けた。永山の国選弁護人・遠藤誠は同年4月23日に「判決訂正の申立書」を最高裁第三小法廷宛てに郵送したが、同年5月8日付で同小法廷（坂上壽夫裁判長）で申し立てを棄却する決定が出され、同決定は翌日（1990年5月9日）に被告人・永山へ通達された。このため、永山則夫は逮捕から21年ぶりに死刑が確定した。

## 獄中での心境の変化

### 第一審ごろまで
永山は生育時に両親から育児を放棄され（ネグレクト）、両親の愛情を受けられなかった。逮捕翌月に送致された少年鑑別所内で自殺を図ったり（未遂）、暴れて鎮静剤で眠らされたりした。少年鑑別所に面会に来た母には「おふくろは、俺を三回捨てた」とだけ口にし、後は泣くばかりだった。
裁判が始まった当初、永山は質問にほとんど答えず、犯行の動機についても明確に語らなかった。
逮捕時は自尊感情や人生に対する希望や他者を思いやる気持ちも持てず、犯行の動機を国家権力に対する挑戦と発言するなど、精神的に荒廃していた。

### 控訴審ごろまで
井出孫六らの支援で獄中手記が1971年に『無知の涙』として刊行されると、支援者の呼びかけに答えて公判で発言するようになる。また弁護人に函館事件の遺族（妻）が懐妊中だったと聞かされたり、親しくなった看守が異動で別れた経験から、自らと同じ境遇の子どもを作ったことへの自責の念を抱き、著書の印税を被害者遺族に届けることになった（2遺族は受取を拒否）。
支援者の説得に応じて再度の精神鑑定を受ける気持ちになり、1974年に八王子医療刑務所技官・石川義博による鑑定のための聞き取りを数か月にわたって受け、生い立ちから犯行までを語った。佐木隆三 は永山の言動の変遷について、「裁判の当初は意見陳述書・控訴趣意書などで自己を正当化する攻撃的な文章を書き続けていたが、控訴審判決により無期懲役になったことで、自らを客観的に見つめる余裕が初めて生じたからだろう」と述べている。
1980年に以前から文通していた在米日本人・和美（フィリピンと日本のハーフ）と獄中結婚。支援者に加え、妻らの働きかけと、裁判での審理の経験を通じて、自己が犯した罪と与えた被害の修復不可能性に関して、自己に対しても他者に対しても社会に対しても客観的に認識・考察する考え方を示した。その結果、最終的には真摯な反省・謝罪・贖罪を主張するに至った。また5人分の命（被害者と自分）を背負って贖罪に生きることが償いになるのではないかといったやり取りが残されている。二審のやり取りの中でもし社会復帰をしたらの問いに対し「テストで1番の子がビリの子を助けるような塾をやりたい」といった趣旨の発言をしている。

### 差し戻しから死刑確定
差し戻し審で無期懲役が難しくなると控訴審ごろまでの主張を翻し一転して1審のような国家権力に対する発言に変わった。また拘置所で面会に訪れた人に対して社会に出た時の話をしなくなった。弁護士に対して「生きる希望の無かった人に生きる希望を与えておきながら結局殺す。こういうやり方をするんですね」といった趣旨の発言をしたとされている。
また、坂本敏夫は自著『死刑と無期懲役』 (2010) にて「永山は極めて処遇の難しい囚人で、刑務官だけでなく、支援者を名乗り面会に来る人間や、何とか助けてやりたいと言ってくる弁護士たちにも等しく心を閉じたままで、なかなか心を開こうとしなかった。しかし、自分が東京拘置所の刑務官だった時期には自分と妙に心が通じていた」と述べている。

## 獄中での文筆活動

### 作家として
永山は両親から育児を放棄され、貧しい中荒れた生活を送り十分な学校教育を受けなかった。このため後の『無知の涙』刊行時に「獄中で独学した」かのように受け止められたが、実際には中学時代には妹に学校図書館の本を借りるよう頼んで石川啄木の作品や偉人の伝記を読み、定時制高校に通った時期からはドストエフスキーの小説も読んでいた。
1970年に事件に関心を持った井出孫六（当時は中央公論社を退職した直後で作家デビュー前）が永山に面会、さらに弁護士から永山が獄中で記したノートを見せられ、その内容に驚いて出版を企図した。これにより、1971年（昭和46年）に手記『無知の涙』が発表されるとベストセラーとなる。永山は続いて、1973年（昭和48年）に『人民をわすれたカナリアたち』（角川書店より5月10日に文庫版刊行）・『愛か－無か』（合同出版より10月18日に刊行）を発表した。後にこれらは「日本」という書籍にまとめられたほか、この印税は4人の被害者遺族へ支払い、そのことが1981年の控訴審判決において情状の一つとして考慮され、死刑判決破棄につながった。さらに1981年の控訴審判決から半年後には小説『木橋』の執筆を開始し、1982年（昭和57年）8月下旬に完成させて第19回新日本文学賞へ応募し、1983年2月に行われた選考により同賞を受賞した。
また、日本では逮捕時から有名な犯罪者として知られていたが、作家として数々の著作を世に出したことで、日本だけでなく海外にも名前を知られるようになり、死刑確定後にはアムネスティ・インターナショナルや国際人権擁護団体・ドイツ作家同盟などが各国の日本大使館を通じ、日本国政府に恩赦要請の書簡を送るなどしていた。
1983年には小説『木橋（きはし）』で第19回新日本文学賞を受賞した。1990年1月30日には秋山駿・加賀乙彦の2人が推薦人となり、日本文藝家協会への入会申請を提出したが、入会委員会（委員長：青山光二）は2回の話し合いで入会拒否を決め、同年3月5日に理事会でその旨を報告した。拒否の理由は「協会の定款第10条にて『法人の利益に反し、又は体面を汚した』ものは除名することが規定されており、永山が入会すれば即これに抵触する」「協会は会員の権利擁護をしなければならないが、永山に対しては会員の多くの心理的抵抗感が強い」などだった。しかし同日、加賀が永山からの「自分は拘置所内での著作活動を通じて著作権を持つ人間だ。『殺人犯だから入会させない』というのは、著作権保護を重要な仕事とする協会の設立趣旨に反する」とする申請取り消しを伝える手紙を読み上げ、5月には入会拒否に反発した中上健次・筒井康隆・柄谷行人・井口時男が相次いで日本文藝家協会からの退会届を提出し、脱会した。また同月には川村湊らが「協会の対応は納得できない」として入会拒否の撤回を求め、6月に開かれた定例理事会でも「永山の入会問題を考えるための小委員会を設置する必要がある」とする意見が出たが、同会（理事長：三浦朱門）は7月9日までに開かれた定例理事会で「手続きは従来のままで問題なく、是非は運用面で判断すべき」という意見が大勢を占め、小委員会は設置されなかった。その一方で1996年（平成8年）にはドイツ作家同盟・ザールラント州支部から会員として受け入れられている。

### 手紙
永山は獄中からたくさんの手紙を書いている。内容は獄中結婚した妻や支援者とのやり取りから本の読者からの悩み相談まで多岐に渡る。また永山は返信する文面を写していたため遺品の中には受け取った手紙と返信した手紙が対になって保管されている。手紙のやり取りの中で国家に対する心情から贖罪意識に変わる様子がうかがえる。また、石川の鑑定後、長姉と（長姉が死去する前まで）文通を続けた。さらに、母親に面会した妻から母が老人ホームで寝たきりになっていると知らされ、1981年から手紙を送り続けた。

## 死刑執行とその後
1997年（平成9年）7月25日午後、法務省矯正局に刑事局の死刑執行に関する秘文書が会議され、同月28日には松浦功法務大臣が東京高等検察庁の濱邦久検事長に永山の死刑執行を命令し、東京拘置所（永山の収監先）にも矯正局から「8月1日に永山則夫ら、死刑囚2人の死刑を執行されたい」と連絡が入った。奇しくも、同日にはその永山への面会人（女性）が東京拘置所を訪れ、「身元引受人のことについて面会に来た。金銭を差し入れたい」という旨を伝えた。死刑執行を4日後に控えていたため、東京拘置所の幹部たちは彼女を永山と面会させることに否定的だったが、処遇部長は首席との議論の結果「引受人の話は認めるが、差入れは許可しない。時間は17時まで」との条件で面会を許可した。この時、永山本人は死刑執行が間近に迫っていることを感じ、ノートの執筆に当たっていたが、その際には「自分は（死刑執行の時に）徹底的に抵抗し、無残な遺体になるかもしれない」「東京拘置所は朝食に薬物を混入させ、摂取させることで身体のコントロールを効かなくするかもしれない。遺体は解剖して死因を突き止めてほしい」という言葉をストレートに書いたほか、同様の内容を暗号・パズルなどを用いて記載していた。
また週刊文春の報道によると、「本省に忖度して執行しようという当時の所長の意を汲んだ幹部職員が『死刑執行できない事情無し』という法務省の望んだ答えそのまま、結論ありきの報告書を作成し提出した」とされる。
死刑囚・永山則夫はこの死刑執行指揮により、死刑確定から7年3か月後となる1997年8月1日、東京拘置所で死刑を執行された。同日8時25分、永山は独房から「面会だ」と呼ばれて出房させられたが、やがて廊下へ出てから多数の刑務官に取り囲まれたことで刑場に連行されることを悟り、激しく暴れた。しかし刑務官たちに制圧され、10時過ぎに首にロープを巻かれた状態で絞首刑を執行され、同日10時39分に死亡した（48歳没）。
永山の遺体は法律により、24時間は拘置所内の遺体安置室に置かれたが、翌日（8月2日）に拘置所の車でもう1人の死刑囚の遺体とともに四ツ木斎場へ運ばれて火葬された。これについて、坂本 (2010) は「事前の会議では『遺体は火葬し、遺骨で引き渡す』と決まっていた。拘置所は永山が激しく抵抗し、死刑を執行される前の時点で流血し、激しい暴行を受けたことで無残な姿になっていたため、その証拠を隠滅するために遺体を焼却された」と述べている。なぜならば、本来は死刑執行後、遺体を遺族や身元引受人に引き渡すのものであるが、拘置所は引受人である弁護士に遺体を見せず、東京都葛飾区の斎場にて火葬した4日に、遺骨を引き取りに来るよう通知したとされるためである。
差し戻し上告審で国選弁護人を務めた弁護士・遠藤誠は死刑執行を受け、4日午後に永山の遺骨を引き取った。葬儀は遺骨を引き取った遠藤が喪主を務め、同年8月14日に林泉寺（東京都文京区）で営まれた。遺骨は故郷の海であるオホーツク海に、元妻だった和美の手によって散布された（差戻し控訴審中に離婚成立）。死後、永山の「著作の印税を国内と世界の貧しい子どもたちに寄付してほしい」という遺言を受け、「永山子ども基金」が創設された。

### 神戸連続児童殺傷事件との関係について
永山の死刑執行について「同年6月28日に逮捕された神戸連続児童殺傷事件の加害者が少年（当時14歳11か月）だったため、少年犯罪への抑止力とするために永山を処刑した」とする指摘がなされている。神戸殺傷事件やオウム事件が記憶に新しい中、もはやかつてのような永山擁護論は大手メディアには出なかった。
坂本敏夫は、自著『死刑と無期懲役』で、永山の死刑執行について「法務省から神戸事件に対する『少年でも凶悪な殺人事件を起こしたらこうなるぞ！』というメッセージだ。同時に処刑された夕張保険金殺人事件の死刑囚2人（札幌刑務所で死刑執行）も死刑確定の経緯から、処刑しにくい死刑囚だったが、この時期は世論に凶悪事件への憤りがあったため、そのタイミングで厄介な死刑囚だった永山ら3人を処刑したのだろう」と述べているほか、『死刑執行命令』でも「死刑囚を闇の中で葬りたい法務省にとって、裁判経過に多くの弁護士・学者・人権活動家が関心を持ち、世界的にも有名になった永山は非常に厄介な存在だった。また、（1997年）当時は東京拘置所に30人余りの確定死刑囚が収監されていたが、永山より古い確定死刑囚が10人以上おり、その順番を考慮すれば永山の死刑執行は数年先になるはずだった。しかし、神戸事件（サカキバラ事件）の加害者少年Aが逮捕されたことをきっかけに、一部の刑務官たちの間で『永山が処刑されるのではないか？』という声が上がり始め、逮捕後には永山の現況を照会する電話がたびたび法務省から入り、やがて死刑確定者現況照会が文書で届いた。そして拘置所内部で関係幹部を集めて会議を行った結果、『心身ともに健康で、再審請求の新たな動きはない』（＝刑の執行ができない特段の事情なし）として報告された。7月中旬には幹部刑務官たちの間で『近日中に永山が処刑される』という認識になり、職員たちは（死刑執行時に抵抗が予想される）永山が暴れる時に備えた対処訓練を繰り返していた」と述べている。また、永山の元身元引受人・井戸秋子は、遠藤誠宛ての手紙（1997年8月9日）で「神戸の事件で犯人の少年が逮捕され、少年法改正の話が出た時から、永山が処刑されるのではないかという不安があった」と述べている。
しかし、松浦法務大臣は同年8月5日の閣議後記者会見で「永山の死刑執行は神戸事件とは無関係だ」と述べている。

## 主な作品
- 手記
  - 『無知の涙』合同出版（1971年）のち角川文庫、河出文庫　
  - 『人民をわすれたカナリアたち』辺境社（1971年）のち角川文庫、河出文庫　　
  - 『愛か－無か』合同出版（1973年）
  - 『動揺記１』辺境社（1973年）
  - 『反－寺山修司論』JCA（1977年）
  - 永山則夫の獄中読書日記-死刑確定前後 朝日新聞社 1990
  - 日本 遺稿集 冒険社 1997
  - 文章学ノート 佐木隆三監修 朝日新聞社 1998
  - 死刑確定直前獄中日記 河出書房新社 1998
- 小説
  - 『木橋（きはし）』立風書房（1984年）のち河出文庫- 第19回新日本文学賞受賞作品
  - 『ソオ連の旅芸人』昭和出版（1986年）
  - 『捨て子ごっこ』河出書房新社（1987年）
  - 『なぜか、海』河出書房新社（1989年）
  - 『異水』河出書房新社（1990年）
  - 『華』1-4、河出書房新社（1997年）
- その他
  - 『死刑の涙』（1988年）
  - 見田宗介『まなざしの地獄』（1973年）

## 永山則夫を扱った作品
映画
- 『略称・連続射殺魔』（1969年） - 製作：足立正生、松田政男、佐々木守他。永山が生まれてから事件を起こすまでの足跡を追いながら実際の土地を訪ねて、永山が見たであろう風景の映像を繋ぎ合わせ、それにナレーションだけを被せる手法（「風景論」と呼ばれた）で、永山の人生を追ったドキュメンタリー。正式なタイトルは、『去年の秋　四つの都市で同じ拳銃を使った四つの殺人事件があった　今年の春　十九歳の少年が逮捕された　彼は連続射殺魔とよばれた』
- 『裸の十九才』（1970年） - 監督：新藤兼人、主演：原田大二郎。

テレビドラマ
- 土曜ワイド劇場『死刑囚永山則夫と母』（1998年8月1日） - 岡田義徳が永山則夫役を、大竹しのぶが母ヨシ役を演じる。

テレビドキュメンタリー
- 「ETV特集 死刑囚 永山則夫～獄中28年間の対話～」（2009年10月11日）- ディレクター：堀川惠子　制作統括：宮田興　出演：和美（永山の元妻）、新藤兼人ほか
- 「ETV特集 永山則夫 100時間の告白～封印された精神鑑定の真実～」（2012年10月14日） - ディレクター：堀川惠子　制作統括：増田秀樹　出演：石川義博（鑑定医）ほか

舞台
- 『捧ぐ　-　永山則夫への70行』（1971年6月1日初演、作・出演・演出：昭和精吾（一人芝居）[152])
- 『tatsuya －最愛なる者の側へ－』鐘下辰男-芸術選奨新人賞受賞。以下はハシモトタツヤ（永山則夫）役

1991年8月14 - 8月22日 　千葉哲也
1992年8月26日 - 9月2日　塩野谷正幸（改訂決定版tatsuya）
1994年7月27日 - 7月31日 佃典彦
1999年9月2日 - 9月19日　KONTA（近藤敦）
2006年2月28日 - 3月5日　津田健次郎
漫画
- 『アンラッキーヤングメン』（大塚英志原作、藤原カムイ作画）では、モデルを特定している訳ではないが、Nというキャラクターが登場する。

楽曲
- 『ピストル魔の少年』（1971年） - 作詞・作曲・歌：三上寛。アルバム『三上寛の世界』収録。